# Allodium
Een allodium was tijdens het ancien régime een onroerend goed met landerijen en bijhorende horigen in vrij eigen bezit. Het stond tegenover het feodum of leengoed dat in bruikleen werd verkregen. Op een allodium hoefde bij erven geen belasting te worden betaald. Een andere benaming is zonneleen of eigengoed.

## Toelichting
Het duidt op een uitzonderlijke vorm van grondbezit, waarover het bezitsrecht absoluut is. In de meest beknopte definitie zei men in oude wetteksten dat boven een allodium alleen nog God en de zon stonden, vandaar de naam zonneleen. Iedere vorm van vruchtgebruik of rechtspleging binnen het betrokken grondstuk behoorde toe aan de bezitter.
Vele allodia, allodiale goederen, vinden hun oorsprong in een rijks- of koningsgoed, dat door de vorst wegens bewezen diensten aan een trouwe vazal werd geschonken en waarbij het statuut van allodium ten eeuwigen dage werd gewaarborgd. Ook het stichtingsgoed van de meeste middeleeuwse abdijen en kerken was doorgaans allodiaal, om de immuniteit van de stichting te waarborgen.
Een allodium mag niet verward worden met een leengoed. Bij een leengoed verwerft men slechts het vruchtgebruik over het betrokken goed en blijft, in hedendaags Nederlands, het naakte eigendom steeds bij de leenheer. Een leengoed is overigens niet (altijd) ontheven van de omringende jurisdictie. Vele landsheerlijke allodia hebben nochtans de basis gevormd voor een allodiaal leenhof. Daarin werd het leengoed geadministreerd, dat de bezitter (een graaf of hertog) als allodiaal goed had verworven en verder aan vazallen in leen gaf.
Allodia zijn veelal grondstukken met beperkte oppervlakte. Er bestaan nochtans ook allodiale graafschappen, bijvoorbeeld het Vrijgraafschap Bourgondië. Dit zijn landsheerlijke entiteiten waarover de vorst in uiterste totaliteit afstand had gedaan van de rechtspleging en de begunstigde in wezen niet leenhuldeplichtig meer was aan de koning. In een dergelijk graafschap bestaat er bijgevolg geen feodale hiërarchie meer: er heerst een graaf, die in wezen aan niemand nog rekenschap is verschuldigd. De betrokken graaf kan ook niet in feodale gradatie stijgen, bijvoorbeeld naar markgraaf of hertog: er is geen behoefte aan een gelaagde hiërarchie en bovendien bezat de koning zelfs niet meer het recht er een titel te verlenen.
Een bijzondere vorm van allodium was het opgedragen leen, ook genoemd fief de reprise.

## Etymologie
Het begrip allodium is een in het Nederlands overgenomen latinisering van het Oudfrankische alōd. In het Oudgermaans duidt het versterkende voorvoegsel al op ‘gans, volledig’, het alles omvattende. Het tweede woorddeel ōd zou staan voor ‘rijkdom, eigengoed’). Het geheel werd verlatijnst met het typerende achtervoegsel -ium.
Een goed voorbeeld hiervan is de dorpsnaam Eigenbrakel, die in het Frans Braine-l'Alleud heet. Alleu(d) is de Franse verbastering van het Frankische alōd, en eigen- is hiervan de latere Nederlandse vertaling, zoals ook in Eigenbilzen. Terwijl het naburige Braine-le-Comte (Nederlandse naam: 's-Gravenbrakel) een heerlijk goed was dat aan de graaf toekwam.